# Google Reader
Google Reader foi uma aplicação web oferecida pela empresa Google que tinha função de leitor de feeds (RSS). O serviço caracterizou-se por ter uma interface - GUI - limpa e objetiva, fato encontrado também em outros serviços da empresa. Foi lançado oficialmente no dia 7 de outubro de 2005, graduado em 17 de setembro de 2007 e encerrou-se no dia 1º de julho de 2013 — conforme anunciado pelo Google em 13 de março de 2013.

## Interface
A maior atualização no Google Reader foi realizada em 28 de setembro de 2006. Em uma entrevista com Robert Scoble, Nick Baum gerente do produto, diz que a ideia é tornar o mundo das notícias em algo fácil e divertido de se desfrutar com eficiência.
Aqui estão algumas das características que foram incluídas no Google Reader desde que foi lançado:
- Uma página principal onde o usuário pode visualizar um resumo dos itens não lidos
- Importação e exportação em lista das subscrições (ou assinaturas) em formato OPML
- Atalhos de teclado para as principais funções
- Possibilidade de visualizar os itens em formato de lista ou expandido (mostrando apenas o título ou todo o conteúdo do feed, respectivamente)
- Marcar automaticamente os itens lidos de acordo com o rolar da página, quando em visualização expandida
- E uma das principais atualizações, a busca personalizada ou em todos os feeds já lidos de conteúdo, com a qualidade de buscas do Google

## Organização
Os usuários podiam adicionar novos feeds usando a própria busca interna do produto, ou fornecendo a URL exata do feed RSS ou ATOM que deseja assinar. Novos posts dos feeds assinados eram destacados na tela, sendo possível ler apenas estes. O usuário também podia classificar a lista de subscrições por data ou relevância. Além do mais, os itens podiam ser organizados com "labels", bem como ser assinalados com "estrelas" (sistema também utilizado no Gmail), para facilitar posterior acesso.

## Compartilhando
Os itens no Google Reader podiam ser compartilhados com outros usuários da internet. Uma das formas é o envio por e-mail da postagem que o usuário quer enviar. O sistema estava em sincronismo com o Gmail, e era possível enviar uma cópia a si mesmo do feed, juntamente com as outras pessoas que o receberão.
Uma outra forma foi a criação automática de uma página de internet básica com os itens que o usuário compartilhava enquanto lia. Cada usuário do Google Reader tinha sua página, que podeia ser tanto privada, como pública, sendo isso definido nas Configurações do Google Reader.
Em dezembro de 2007, o Google alterou a política de compartilhamento do produto, a partir de onde todo item que o usuário marca como compartilhado é automaticamente visível para todos os seus contatos do Google Talk, um comunicador instantâneo da empresa. Esta mudança foi recebida com algumas críticas por parte dos usuários, pois, ao compartilhar posts dos feeds, o usuário recebe uma URL gerada aleatoriamente pelo sistema, onde somente ele e quem ele desejar saberão do conteúdo compartilhado. Essa mudança na política fez com que os usuários se sentissem traídos, pela quebra da privacidade que o Google originalmente havia lhes dado.

## Acesso offline
O Google Reader foi a primeira aplicação a fazer uso do Google Gears, uma extensão para o navegador que permite aplicações online trabalharem de forma offline, atualizando-se quando possível. Usuários que utilizam essa extensão podem realizar o download de até 2000 itens para ser lidos offline, na falta de uma rede ativa, por exemplo.

## Acesso pelo celular
Uma interface para celular foi construída em 18 de maio de 2006. Podia ser visualizada por dispositivos que tenham suporte a XHTML ou WAP 2.0.

## Página Inicial personalizada
Em 4 de maio de 2006 foi criado um plugin que permitia que os itens fossem exibidos na Página Personalizada do Google, mais conhecida como iGoogle (serviço que será descontinuado em novembro de 2013).

## Integração com o Firefox
O Google Reader estava incluso no Mozilla Firefox 2.0+, permitindo ao usuário redirecionamento automático ao site para adicionar algum feed novo.

## Versão Wii
Em 8 de maio de 2007, o Google criou uma versão do Google Reader especialmente formatada para o navegador do Wii.

## Requerimentos
Para usar a aplicações era necessário qualquer um dos browsers abaixo:
- Opera 9.6+
- Internet Explorer 6+
- Firefox 1.0+
- Google Chrome 0.2+
- Safari 1.3
- Netscape 7.2+
- Mozilla 1.7+

Necessário JavaScript habilitado no navegador, além de uma conta Google, o que dá direito ao acesso de qualquer serviço da empresa.

## Encerramento
Após quase 8 anos do seu lançamento, o Google Reader foi descontinuado no dia 1º de julho de 2013, após anúncio oficial da empresa.